# شاه سیاه‌پوشان
شاه سیاه‌پوشان نام رمانی نوشتهٔ هوشنگ گلشیری، نویسندهٔ معاصر ایرانی است. 

## سابقهٔ انتشار

بخشی از نسخهٔ دست‌نویس رمان

این کتاب در ابتدا به دلیل مسائل امنیتی با نام نویسنده‌ٔدیگری منتشر شد و غیررسمی منسوب به گلشيری بود ولی بعدتر به نام خود او انتشار يافت. پیش از انتشار به فارسی منتشر شود، این رمان در سال ۱۳۷۴ (۱۹۹۵ میلادی) در امریکا به زبان‌ انگلیسی با نام مستعار منوچهر ایرانی و با ترجمه‌ٔعباس میلانی و نیز به زبان آلمانی انتشار یافت. این نام گویا در آن زمان بر اساس توافقی بین نویسندگان معترض برای آثاری که ممکن بود دردسرهای جدی برای‌شان ایجاد کند، به‌طور مشترک به‌کار گرفته می‌شد. پس از درگذشت هوشنگ گلشیری، نشر باران در سوئد برای نخستین بار در سال ۱۳۸۰ (۲۰۰۱ میلادی) نسخهٔ فارسی این کتاب را با نام واقعی نویسنده منتشر کرد. طرح روی جلد این چاپ کتاب اثر طاهر جام‌برسنگ است.
در بهار ۱۴۰۱، باربد گلشیری در توییتی اعلام کرد که «در حال اصلاح و مقابله‌ی نسخ ‹شاه سیاه‌پوشان› [هستیم]. فهمیدیم که هم چاپ‌ خارج از کشور و هم نسخه‌های زیرزمینی کم غلط نداشته‌اند. به زودی نشر باران آن را بی‌غلط و دقیق تجدید چاپ می‌کند. به امید روزی که در ایرانی دور از گزند سانسور نیز منتشر شود.»

## خلاصهٔ داستان
شاه سیاه‌پوشان روایت چند ماه از زندانی شدن یک نویسنده در دست عناصر اطلاعاتی است. در همان مدت راوی یا نویسندهٔ روشنفکر داستان با در هم آمیختن روایتهای کهن ایرانی به بیان درد و رنج و تباهی چریک‌ها و مبارزان سیاسی می‌پردازد. داستان در فضای سال ۶١ شکل می‌گیرد. شخصیت اول داستان، نویسنده‌ای است که همیشه مورد سانسور بوده و نوشته‌هایش به جز دورهٔ کوتاه انقلاب که جزو «کتاب‌های جلد سفید» در بساط‌های خیابانی ارائه می‌شد، در کتابفروشی‌ها یافت نمی‌شود. ولی نوشته‌ها و اشعارش طرفدار دارد، در خارج از کشور منتشر می‌شود، و مخفیانه دست‌به‌دست می‌گردد. اراوی داستان او نیست، اما گلشیری مشاهدات و سرگذشت او را که به تجربه‌های خودش هم ‌شباهت دارد، درونمایهٔ داستان قرار می‌‌دهد. فضای این رمان از سیاهی و خوف آکنده ‌است. سر کوچه‌ها حجله‌های چراغانی‌شده جوانانی که در جبهه‌ها کشته شده‌اند، مرگ و اندوه بر شهر می‌پاشد. آدم‌ها سیاه‌پوش‌اند. پس او هم «باید یک لباس سیاه بخرد» و این فکر مدام در طول داستان تکرار می‌شود. در چاردیواری خانه هم امنیت وجود ندارد. روی فرشتهٔ کنار حوض را که بالش هم ترک‌ خورده با پلاستیک پوشانده‌اند. زنگ تلفن فقط برای تهدید به صدا درمی‌آید. نویسنده می‌نشیند پشت میز کارش ولی کلمه‌ای به روی کاغذ نمی‌آید. او می‌داند سراغ او هم خواهند آمد. می‌آیند. در یک روز سرد ٢۵ دی ۶١، کتاب‌هایش را در کارتون می‌گذارند، گونی بر سرش می‌کشند و می‌برند.

## ویژگی‌های رمان
شاه سیاه‌پوشان را باید اثری مهم و ماندگار در ادبیات پش از انقلاب و به ویژه در ادبیات زندان به‌حساب آورد. این داستان در سال ۱۳۶۶ انتشار یافته و به نوعی شرح حال زندگی روشنفکران و نویسندگان ایرانی در دهه‌های پایان جنگ است. در حکایت‌ها و افسانه‌ها زمان معنایی دیگر دارد و آن چیزی نیست که ما امروز درک می‌کنیم. در «شاه سیاه‌پوشان» که یکی از افسانه‌های هفت‌پیکر نظامی با فضای واقعی زمستان ۶١ درهم ‌می‌آمیزد، زمان شتاب ندارد، رو به جلو نمی‌رود و حرکتی هم اگر دارد، دورانی است. زمان حاوی بُعد دیگری است. سرمد نوزده‌ساله عمری به قدمت تاریخ و حکایات دارد. او در مورد سنش می‌گوید: «نوزده سالم است یا هیجده سال، اما چرا دورغ بگویم؟ من هزار و نوزده سال و سه روزم است.» (شاه سیاه‌پوشان، ص٣٨) 

## بخشی از متن کتاب
«می‌ایستادم در گوشه‌ای و بعد که آن‌ها می‌ریختند روی زمین، یکی یکی تیر توی سرشان، یعنی روی روسری‌هایشان خالی می‌کردم و بعد که با شلنگ آب آن‌ها را می‌شستم بغل می‌کردم می‌انداختم توی نعش‌کش که ببرند.» (شاه سیاه‌پوشان، ص ٧١) 

## شباهت شاه سیاه‌پوشان با کلنل
فضای رمان کلنل اثر محمود دولت‌آبادی شباهت‌هایی با فضای داستان شاه سیاه‌پوشان نوشته هوشنگ گلشیری دارد. کلنل داستان خانواده‌ای است که ثمره‌اش از انقلاب ۵٧ مرگ و نابودی است. هر دو داستان فضای سال‌های اول دهه ۶٠ را ترسیم می‌کنند. در هر دو جز رنگ‌های سیاه و خاکستری رنگ دیگری نیست. کوچه‌ها در حجله جوانانی که در جنگ کشته شده‌اند، سوگوارند و درون خانه‌ها پنهانی عزای جوانانی است که اعدام شده‌اند. در شاه سیاه‌پوشان روز، آبستن سیاهی است، در کلنل اما تاریکی شب و باران بستر فاجعه می‌شود. یکی از تکان‌دهنده‌ترین صحنه‌های «کلنل» صحنه‌ای است که پدر در کنار دو مأمور تابوت دختر اعدام‌شده‌اش را به سوی گورستان می‌برد. شب است و بارانی که یک‌ریز می‌بارد، غم و تنهایی را بر زمین می‌پاشد. به دستور مأموران پدر باید شبانه گوری بکند و دخترش را دفن کند، پیش از آنکه روز راز جنایت قاتلان را برملا کند.